# صالة أولكر للرياضة والمناسبات
صالة أولكر للرياضة والمناسبات هي صالة متعددة الأستخدامات تقع في أتاشهير، إسطنبول، تركيا الصالة مملوكة من قبل نادي فنار باغجه.